# Machine Sazi Arak

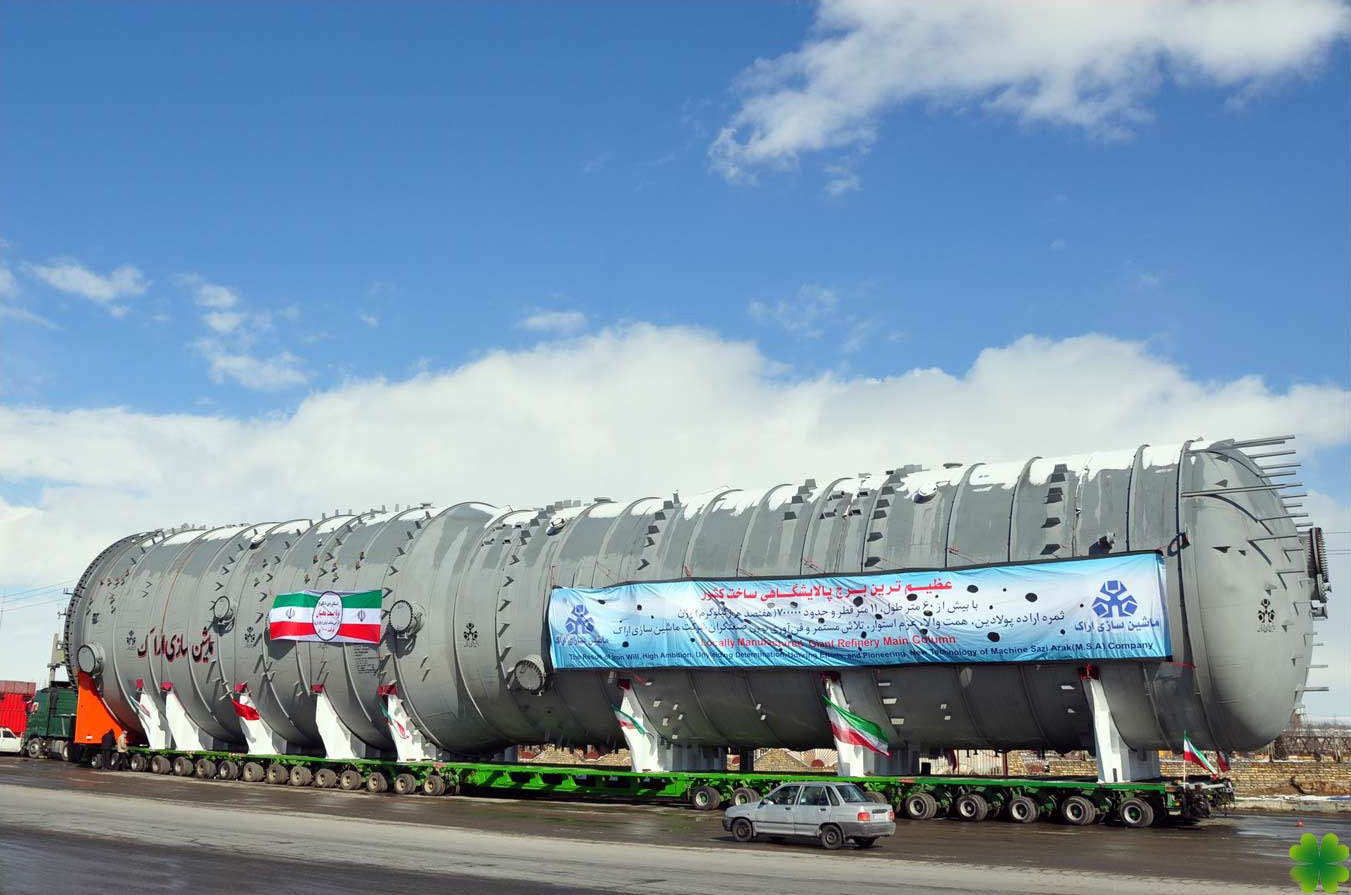
Giant Fractionating column tillverkad av Machine Sazi Arak (MSA).

Machine Sazi Arak (MSA) är ett iransk tillverkningsföretag som grundades 1967 i ett område på 134 hektar i staden Arak för att stödja underliggande industrier och tillgodose landets industriella behov.

## Aktiviteter och produkter
Några av aktiviteterna och produkterna från MSA är följande: Ingenjörsvetenskap, upphandling, byggprocess, installation av olja, gas, petrokemisk utrustning, inklusive lagringstankar, mobila och fasta hydrofor, fraktioneringskolonner, värmeväxlare, förångningskylare, sfäriska tankar, indirekta värmeväxlare, mobila oljebehandlingsenheter, MOT-ventiler och brunnshuvudrustning, augerborrning, processpumpar för olje- och gasindustri, kranar och hydro-mekanisk utrustning för dammar, eldrör och vattenrörspannor samt kombinationscykelpannor, broar och tunga stålkonstruktioner, produktion av legeringsstål, tryckflänsar, industriringar, axel- och järnvägsdäck, stålkulor, tunga bearbetningsindustriella ugnar samt tillverkningsmaskiner och anläggningsutrustning och industriella förbränningsanläggningar.

## Intyg, utmärkelser och export
MSA är det första företaget i Iran som tilldelats det prestigefyllda ISO 9001- kvalitetssystemcertifikatet av MSC DNV för hela omfattningen av MSA:s verksamhet. Bekräftelse av internationellt kända inspektionsorgan som Lloyd's Register Industrial Services, SGS, TUV och andra på MSA-exportprodukter vittnar om dess påstående. 
MSA:s högkvalitativa produkter har hittills hittat vägen till marknaderna i många länder som Frankrike, Italien, England, Japan, Belgien, Saudiarabien, Kuwait, Qatar, Jordanien, Syrien, Kenya, Pakistan, Bangladesh, Sri Lanka, Turkmenistan, Azerbajdzjan, Vitryssland, Sudan, Uzbekistan, Yemen och Förenade Arabemiraten.